# Torpeda Whiteheada

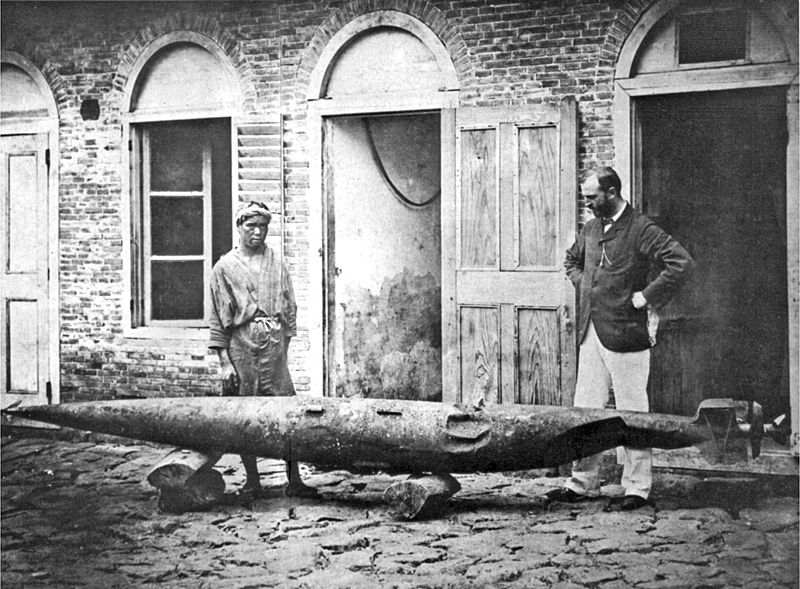
Torpeda Whiteheada, ok. 1875

Torpeda Witheheada – angielski inżynier Robert Whitehead około 1866 skonstruował pocisk – minę samobieżną, nazwaną później torpedą. Była ona napędzana sprężonym powietrzem zgromadzonym w dużej butli. Uwalniane powietrze poprzez system tłoków napędzało śrubę napędową. Torpeda miała 4 metry długości, średnicę 356 mm oraz masę około 150 kg. Zasięg około 640 m i prędkość 6 węzłów.